# Châtillon-en-Dunois
Châtillon-en-Dunois foi uma comuna francesa na região administrativa do Centro, no departamento Eure-et-Loir. Estendia-se por uma área de 36,95 km². Em 2010 a comuna tinha 760 habitantes (densidade: 20,6 hab./km²).
Em 1 de janeiro de 2017, essa comuna foi incorporada à nova comuna de Commune nouvelle d'Arrou.